# El Moro (Colorado)
El Moro es un lugar designado por el censo ubicado en el condado de Las Ánimas en el estado estadounidense de Colorado. En el Censo de 2010 tenía una población de 221 habitantes y una densidad poblacional de 7,67 personas por km².

## Geografía
El Moro se encuentra ubicado en las coordenadas 37°14′47″N 104°27′11″O / 37.24639, -104.45306. Según la Oficina del Censo de los Estados Unidos, El Moro tiene una superficie total de 28.81 km², de la cual 28.75 km² corresponden a tierra firme y (0.22%) 0.06 km² es agua.

## Demografía
Según el censo de 2010, había 221 personas residiendo en El Moro. La densidad de población era de 7,67 hab./km². De los 221 habitantes, El Moro estaba compuesto por el 94.12% blancos, el 0.9% eran afroamericanos, el 0.9% eran amerindios, el 0% eran asiáticos, el 0% eran isleños del Pacífico, el 3.62% eran de otras razas y el 0.45% pertenecían a dos o más razas. Del total de la población el 21.27% eran hispanos o latinos de cualquier raza.